# 90377 Sedna

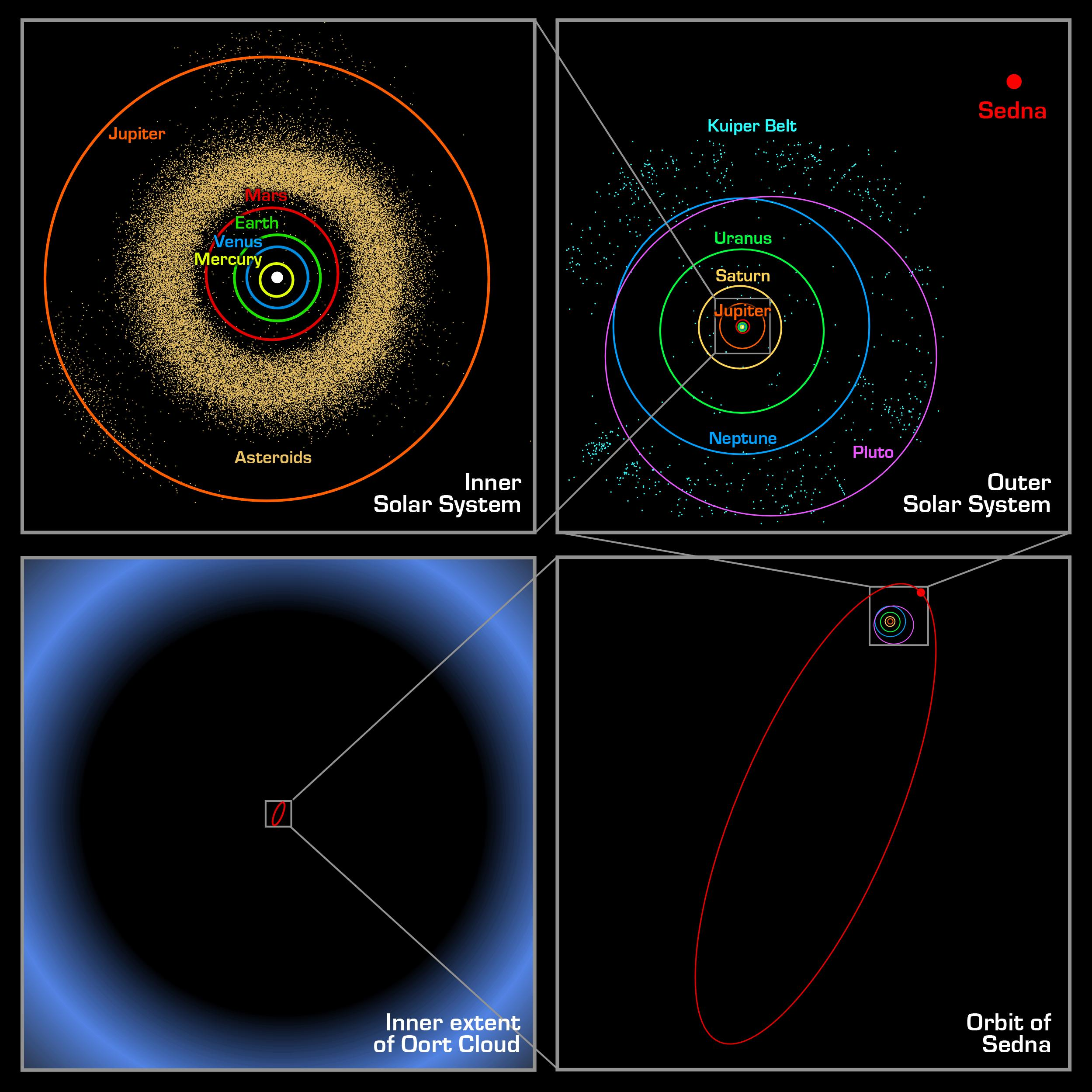
A Sedna pályája. Az óramutató járásának irányában a Naprendszert egyre jobban kicsinyítve:
Baloldalt felül a legelső képen a belső Naprendszer, a kisbolygóövvel Jupiterig.
A második képen a teljes Naprendszer a Kuiper-övvel, és a Sedna, pályájának Naphoz legközelebbi pontján.
A harmadik képen a Sedna teljes elnyúlt pályáját látjuk.
A negyedik képen az Oort-felhő van, ahogy korábban elképzeltük, közepén a Sedna pályájával. A Sedna megtalálása azt mutatja, hogy egy belsőbb része is van az Oort-felhőnek

A 90377 Sedna (szimbólum: ) Neptunuszon túli törpebolygó, melyet 2003. november 14-én fedezett fel Michael Brown, Chad Trujillo és David Rabinowitz. Felfedezése előtt még soha nem figyeltek meg ilyen nagy távolságban lévő objektumot a Naprendszeren belül. A fagyos égitest mérete megközelítőleg kétharmada a Plutóénak.

## Főbb adatai
- átmérő: 995 ± 80 kilométer[6]
- keringési idő: 10 500 év
- a pálya legnagyobb távolsága a naptól: 130 milliárd kilométer (86 CsE)
- felszíni hőmérséklet: mínusz 240 °C (30 K)
- látszólagos színe: nagyon fényes és vörös
- felfedezés: 2003. november 14. (Mike Brown (Caltech), Chad Trujillo (Gemini Csillagvizsgáló), David Rabinowitz (Yale Egyetem))

## Általános információ
Az égitestet a San Diego közelében lévő Palomar Obszervatórium Samuel Oschin teleszkópjával végzett kutatás során fedezték fel. A NASA Spitzer űrtávcsöve is az objektum irányába fordult, de nem talált rá.
Nagy távolsága, valamint alacsony hőmérséklete miatt – és mivel a Naprendszer összes bolygója ezidáig római vagy görög istenségről kapta a nevét –, felfedezője nem hivatalosan Sednának nevezte el, az inuitok óceánistennőjéről, aki a hiedelem szerint az Északi Jeges-tenger fagyos mélységeiben élt.

## Orbitális jellemzők
A Sedna hosszan elnyújtott elliptikus pályán kering, melynek legtávolabbi pontja 942, legközelebbi pedig 76,1 CsE távolságban található a Naptól. Felfedezésének pillanatában 90 CsE távolságban tartózkodott a Naprendszer központi égitestétől.
Az első megfigyelések alapján úgy tűnt, hogy a Sedna szokatlanul hosszú idő alatt fordul meg saját tengelye körül (20-50 nap). A rejtély megoldása érdekében olyan égi kísérő után kezdtek kutatni, mely a Sedna forgását befolyásolhatná, de a Hubble Űrteleszkóppal 2004 márciusában végzett megfigyelés során nem észleltek ilyen objektumot. Az MMT teleszkóp megfigyelései azonban sokkal rövidebb forgási időről tanúskodnak: az új mérések értelmében a Sedna forgási ideje 10 óra, ami – tekintettel az égitest méretére – már elfogadható időtartamnak számít.
A Hal Levison és Alessandro Morbidelli által készített tanulmány szerint a legvalószínűbb magyarázat a Sedna különös pályáját illetően az, hogy egy elhaladó csillag gravitációs tere térítette el az égitestet, hozzávetőlegesen 100 millió évvel a Naprendszer kialakulása után. A tudósok másik elmélete szerint a Sedna egy, a mi Napunknál hússzor kisebb barna törpe körül jött létre, majd a Naprendszerhez kapcsolódott, amint a barna törpe elhaladt mellette.

## Fizikai jellemzők
A Sedna átmérője nagyjából 1000 kilométer (termofizikai modell alapján számolt érték). A Pluto felfedezése óta (1930) ez volt a legnagyobb újonnan megfigyelt objektum. Jelenleg a harmadik legnagyobb, Neptunuszon túli objektumként tartják számon az Eris és a Pluto után. A Naptól való hatalmas távolsága miatt a bolygó felszíni hőmérséklete sosem emelkedik 33 kelvin (−240 °C) fölé.
A Chilében folytatott megfigyelések szerint a Sedna a Naprendszer egyik legvörösebb égitestje, majdnem olyan vörös, mint a Mars. A Plutótól és a Charontól eltérően azonban úgy tűnik, hogy a törpebolygó felszínén található némi metán- vagy vízjég.